# Croft (motorfiets)
Croft (ook bekend als "Croft Cameron" en "Croft-Anzani") is een Brits historisch merk van motorfietsen.
De bedrijfsnaam was: Croft Cameron of St. Michael's Road, Stoke, Coventry.
Croft produceerde nooit grote aantallen motorfietsen. Vanaf 1923 leverde het machines met British Anzani 990cc-V-twins met acht kleppen, maar soms ook met 1078cc-Anzani-motoren. Daarom werd soms de naam "Croft-Anzani" gebruikt. De productie eindigde in 1926.
Zowel het ontwerp als de typenaam van het belangrijkste model, de "Super Eight" deden aan de motorfietsen van Coventry-Eagle denken. Dat merk gebruikte voor de "Flying Six" en de "Flying Eight"-modellen een Bulbous Nose-tank, die ook door Brough Superior werd toegepast. Bij Coventry-Eagle was dat logisch, want hoofdingenieur Percy Mayo had samengewerkt met George Brough.